# Ryszard Zarudzki
Ryszard Janusz Zarudzki (ur. 7 lipca 1959 w Siennie) – polski zootechnik, specjalista ds. funduszy unijnych, doktor nauk rolniczych, polityk i urzędnik państwowy, w latach 2015–2019 podsekretarz stanu w Ministerstwie Rolnictwa i Rozwoju Wsi, w latach 2023–2024 zastępca prezesa Agencji Restrukturyzacji i Modernizacji Rolnictwa.

## Życiorys
W 1979 ukończył Technikum Rolnicze w Karolewie. Od 1980 do 1985 studiował na Wydziale Zootechniki Akademii Rolniczo-Technicznej w Bydgoszczy, a od 1984 do 1987 w Studium Pedagogicznym w Bydgoszczy w zakresie szkolnictwa zawodowego. Od 1987 do 1997 pozostawał pracownikiem naukowym Alma Mater w Katedrze Żywienia Zwierząt i Gospodarki Paszowej. W 1997 obronił doktorat. Był stypendystą Uniwersytetu w Gießen. Od 2000 pracował jako wykładowca na studiach podyplomowych z zakresu pozyskiwania funduszy strukturalnych na Uniwersytecie Gdańskim i Wyższej Szkole Bankowej w Gdańsku.
Zatrudniony na różnych stanowiskach związanych z edukacją i funduszami europejskimi w instytucjach prywatnych i państwowych. Od 1997 do 2006 był głównym specjalistą ds. funduszy w Pomorskim Ośrodku Doradztwa Rolniczego, od 1997 do 2000 także ekspertem Fundacji Fundusz Współpracy. W latach 2001–2005 pozostawał przedstawicielem Państwowej Inspekcji Handlowo-Przemysłowej w Komitecie Rolnictwa i Obrotu Rolnego przy Krajowej Izbie Gospodarczej. Od 2002 do 2015 współtworzył lokalne strategie rozwoju, w 2004 kierując grupą roboczą ds. wspólnej polityki rolnej. W latach 2005–2006 był ekspertem w Ministerstwie Rolnictwa i Rozwoju Wsi, w latach 2005–2010 pozostawał członkiem zarządu Forum Aktywizacji Obszarów Wiejskich.
Następnie od 2006 do 2011 pracował w pomorskim oddziale Agencji Restrukturyzacji i Modernizacji Rolnictwa jako główny specjalista, dyrektor wydziału rolnictwa oraz dyrektor. Pełnił też funkcję wiceszefa Wydziału Zarządzania Funduszami Europejskimi w Pomorskim Urzędzie Wojewódzkim. W latach 2011–2015 prowadził działalność gospodarczą w zakresie ekspertyz i szkoleń z zakresu programów unijnych dot. rolnictwa. W 2011 został także członkiem zespołu rolnego Prawa i Sprawiedliwości. Z listy tej partii (do której przystąpił) w wyborach parlamentarnych w 2019 i 2023 kandydował bez powodzenia do Sejmu.
19 listopada 2015 objął stanowisko wiceministra rolnictwa odpowiedzialnego za badania naukowe, dopłaty i fundusze unijne. Wszedł także w skład rady Narodowego Centrum Badań i Rozwoju. 19 grudnia 2019 odwołany ze stanowiska podsekretarza stanu w Ministerstwie Rolnictwa i Rozwoju Wsi. Od maja 2020 był dyrektorem Kujawsko-Pomorskiego Ośrodka Doradztwa Rolniczego w Minikowie, następnie od października 2021 był wicedyrektorem tej instytucji. W maju 2023 został powołany na stanowisko zastępcy prezesa Agencji Restrukturyzacji i Modernizacji Rolnictwa. W lutym 2024 został odwołany z tego stanowiska.